# Tavi Gevinson
Tavi Engen Gevinson (Oak Park, 21 de abril de 1996) é uma atriz americana. Ela é mais conhecida por interpretar Kate Keller em Gossip Girl.

## Filmografia

### Cinema
| Ano  | Título              | Papel        | Notas          |
| ---- | ------------------- | ------------ | -------------- |
| 2008 | First Bass          | Abbey        | Curta-metragem |
| 2012 | Cadaver             | Lynn         | Curta-metragem |
| 2013 | Enough Said         | Chloe        |                |
| 2016 | Goldbricks in Bloom | Ex do Calvin |                |
| 2017 | Person to Person    | Wendy        |                |
| 2023 | Shortcomings        | Autumn       |                |
| 2024 | Boys Go to Jupiter  | Glarba       |                |

### Televisão
| Ano       | Título                          | Papel              | Notas                                            |
| --------- | ------------------------------- | ------------------ | ------------------------------------------------ |
| 2014      | Parenthood                      | Lauren             | Episódio: "The Pontiac"                          |
| 2014      | The Simpsons                    | Jenny              | Episódio: "What to Expect When Bart's Expecting" |
| 2015      | Scream Queens                   | Feather McCarthy   | Episódio: "Beware of Young Girls"                |
| 2017      | Neo Yokio                       | Helena St. Tessero | 6 episódios                                      |
| 2020      | The Twilight Zone               | Maggie             | Episódio: "The Human Face"                       |
| 2021–2023 | Gossip Girl                     | Kate Keller        | 24 episódios                                     |
| 2021      | The Other Two                   | Ela mesma          | Episódio: "Pat Becomes #1 in Daytime"            |
| 2023-2024 | American Horror Story: Delicate | Cora               | 4 episódios                                      |

### Teatro
| Ano  | Título                                    | Papel                    | Notas        |
| ---- | ----------------------------------------- | ------------------------ | ------------ |
| 2014 | This Is Our Youth                         | Jessica Goldman          | Broadway     |
| 2016 | The Crucible                              | Mary Warren              | Broadway     |
| 2016 | The Cherry Orchard                        | Anya                     | Broadway     |
| 2018 | Days of Rage                              | Peggy                    | Off-Broadway |
| 2019 | Moscow Moscow Moscow Moscow Moscow Moscow | Irina                    | Off-Broadway |
| 2021 | Assassins                                 | Lynette 'Squeaky' Fromme | Off-Broadway |